# Labéroû
Le Labéroû est un petit affluent droit du gave d'Oloron entre l'Escou et l'Auronce.

## Géographie
De 9,4 km de longueur, il naît à Soulaneix (Escout), traverse les bois de Précilhon, Goès et Oloron-Sainte-Marie puis rejoint le gave d'Oloron après avoir traversé Estos et Ledeuix.
Les formes médiévales du nom, Avero (1433) et Aberon (1538) semblent indiquer que le L n'est pas étymologique (agglutination de l'article). Ces graphies présupposent une racine ab- plutôt que lau.